# Rochers de la Grande Paré
Ne doit pas être confondu avec Grande Paréi.
Les rochers de la Grande Paré sont un ensemble de sommets et pics rocheux de France situés dans le massif des Cerces, en Savoie, au-dessus de Valloire.

## Géographie
S'élevant à près de 3 000 mètres d'altitude, ils culminent à 2 950 mètres à la crête de Lacha. Ils forment une partie du rebord occidental d'un synclinal perché composé notamment de calcaires urgoniens orienté nord-nord-ouest–sud-sud-est.

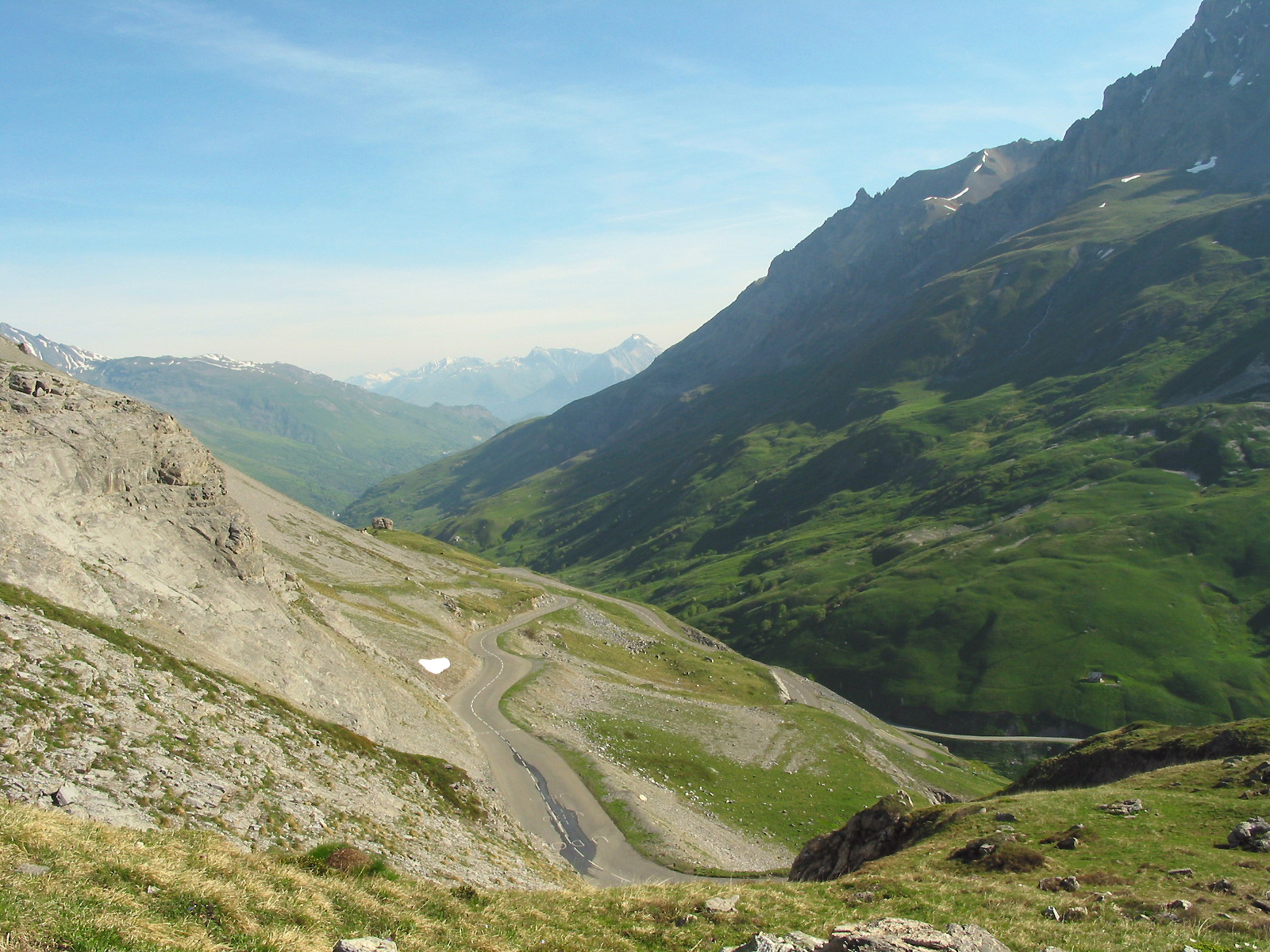
La vallée de la Valloirette au pied des rochers de la Grande Paré depuis les lacets menant au col du Galibier.

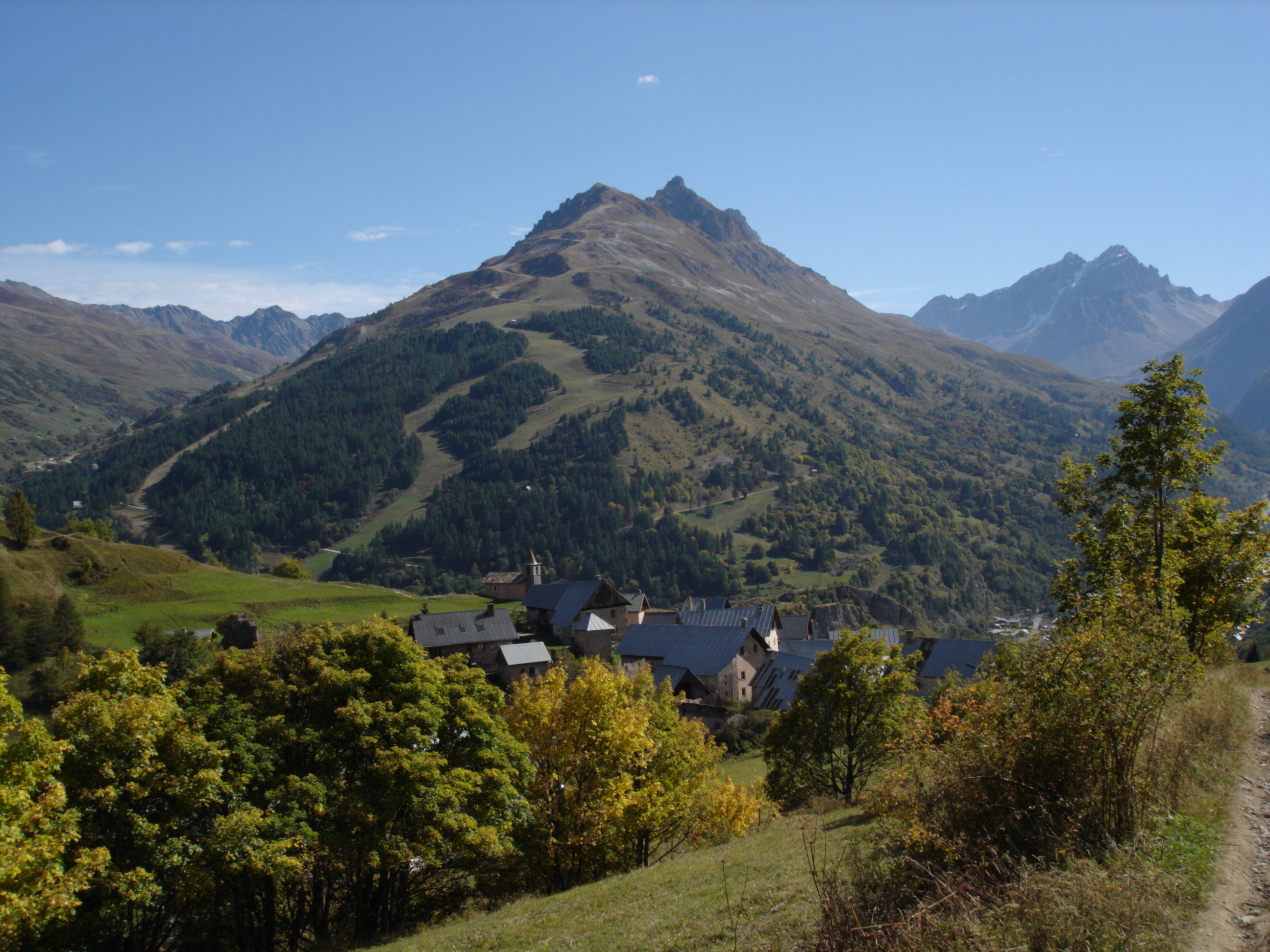
Vue depuis le hameau de Poingt-Ravier au-dessus de Valloire au nord de la Mitre et des rochers de la Grande Paré avec le Grand Galibier en arrière-plan à droite.

Les sommets sont, du nord au sud :
- la pointe des Rateaux (2 903 mètres) ;
- les pointes d'Orient (2 904 à 2 949 mètres) ;
- la crête de Lacha (2 950 mètres) ;
- le pic de l'Aigle (2 776 mètres).